# Thomas Rasmussen
Thomas Rasmussen (Frederiksberg, 16 de abril de 1977) é um futebolista da Dinamarca. Ele disputou oito jogos para a Seleção Dinamarquesa de Futebol, tanto como lateral e como médio-ofensivo.

## Carreira
- 1995-96:  Glostrup FK
- 1996-97:  Sint-Truidense VV
- 1997-98:  Sint-Truidense VV
- 1998-99:  Sint-Truidense VV
- 1999-00:  Sint-Truidense VV
- 1999-00:  IF Birkerød
- 2000-01:  Farum BK
- 2001-02:  Farum BK
- 2002-03:  Farum BK
- 2003-04:  FC Nordsjælland
- 2003-04:  Hansa Rostock
- 2004-05:  Hansa Rostock
- 2005-06:  Hansa Rostock
- 2005-06:  Brøndby IF
- 2006-07:  Brøndby IF
- 2007-08:  Brøndby IF